# 艾米莉·韦斯特伍德
艾米莉·韦斯特伍德（英語：Emily Westwood，1993年8月4日—），英格蘭女子羽毛球運動員。

## 簡歷
2011年，艾米莉·韦斯特伍德在完成高考後成為全職運動員，投入專業訓練，並在一年後開始參加成人組別的賽事。她擅長單打項目，但亦在混合雙打項目中有良好表現。
2012年11月，艾米莉·韦斯特伍德出戰威爾斯羽毛球國際賽，與马修·诺丁汉合作打進混雙準決賽。

## 主要比賽成績
只列出曾進入準決賽的國際賽事成績：
| 年份   | 賽事                   | 公開賽級別 | 項目     | 拍檔          | 成績   |
| ------ | ---------------------- | ---------- | -------- | ------------- | ------ |
| 2012年 | 威爾斯羽毛球國際賽     | 國際挑戰賽 | 混合雙打 | 马修·诺丁汉   | 準決賽 |
| 2013年 | 斯洛文尼亞羽毛球國際賽 | 國際系列賽 | 混合雙打 | 马修·诺丁汉   | 準決賽 |
| 2013年 | 匈牙利羽毛球國際賽     | 國際系列賽 | 女子雙打 | 克洛伊·比尔切 | 準決賽 |
| 2014年 | 愛爾蘭羽毛球公開賽     | 國際挑戰賽 | 混合雙打 | 哈雷·陶勒     | 準決賽 |
| 2015年 | 威爾斯羽毛球國際賽     | 國際挑戰賽 | 混合雙打 | 马修·诺丁汉   | 冠軍   |
| 2015年 | 意大利羽毛球國際賽     | 國際挑戰賽 | 混合雙打 | 马修·诺丁汉   | 亞軍   |
| 2016年 | 奧地利羽毛球公開賽     | 國際挑戰賽 | 混合雙打 | 马修·诺丁汉   | 亞軍   |
| 2018年 | 愛爾蘭羽毛球公開賽     | 國際系列賽 | 女子雙打 | 翁丽莲        | 冠軍   |
| 2018年 | 愛爾蘭羽毛球公開賽     | 國際系列賽 | 混合雙打 | 哈雷·陶勒     | 亞軍   |

| 2007-2017年 | 首要超級賽 | 超級賽 | 黃金大獎賽 | 大獎賽 | 國際挑戰賽 | 國際系列賽 | 未來系列賽 | 其他 |

| 2018-2026年 | 總決賽 | 超級1000賽 | 超級750賽 | 超級500賽 | 超級300賽 | 超級100賽 | 國際挑戰賽 | 國際系列賽 | 未來系列賽 | 其他 |